# Аковас
Замок Аковас (греч. Κάστρο της Άκοβας) — средневековый замок в Аркадии, Греция. Средневековый замок, также известный как Маттегриффон, построен на вершине крутого холма, недоступного с трех сторон.
Замок был центром баронства Аковас, одного из самых важных владений франкского княжества Ахея, основанного в Морее после Четвертого крестового похода. Под замком находятся руины неизвестного древнего акрополя, возможно, древней Тевфиды.
В течение последних 40 лет Аковас был местом проведения Летнего фестиваля, включающего театральные постановки и другие культурные мероприятия, проводимые в соседней деревне Вызики .